# The Game Awards 2019
The Game Awards 2019 foi a 6ª cerimônia de premiação anual do The Game Awards na qual homenageou os melhores jogos eletrônicos de 2019. O evento foi apresentado por Geoff Keighley no Microsoft Theater em Los Angeles no dia 12 de dezembro de 2019. Sekiro: Shadows Die Twice foi premiado como Jogo do Ano, enquanto Disco Elysium recebeu o maior número de prêmios, com quatro no total. Além dos prêmios, vários novos jogos foram revelados durante o evento. Além disso, a Microsoft revelou o Xbox Series X, o sucessor do Xbox One.
O evento foi assistido por 45,2 milhões de pessoas ao vivo em todo o mundo, incluindo uma contagem simultânea de 7 milhões, representando um aumento de 73% em relação aos 26,2 milhões do The Game Awards 2018. Além disso, os votos dos fãs totalizaram 15,5 milhões, um aumento de 50% em relação ao evento anterior.

## Apresentação
The Game Awards 2019 foi realizado no Microsoft Theater em Los Angeles em 12 de dezembro de 2019. O programa foi transmitido globalmente em vários serviços, incluindo YouTube, Twitch.tv e outros. Além disso, os prêmios foram apresentados ao vivo em salas de cinema da Cinemark dos Estados Unidos em parceria com a premiação e a Sony.

### Anúncios de jogos
The Game Awards 2019 continuou a tendência de anunciar vários jogos novos, juntamente com atualizações dos já conhecidos, incluindo Gears Tactics, Ori and the Will of the Wisps, Ghost of Tsushima, Humankind, No More Heroes III, Control, Warframe, Magic: The Gathering Arena, Cyberpunk 2077, Apex Legends, Black Desert Online, New World, e Beat Saber. Originalmente, a Valve estava planejando mostrar Half-Life: Alyx na cerimônia, mas desistiu algumas horas antes do evento por razões desconhecidas.
Entre os novos jogos incluem:
| - Bravely Default II - Convergence: A League of Legends Story - Dungeons & Dragons: Dark Alliance - Fast & Furious Crossroads - Godfall - Magic: Legends | - Naraka: Bladepoint - Nine to Five - Path of the Warrior - Prologue - Ruined King: A League of Legends Story | - Senua's Saga: Hellblade II - Sons of the Forest - Surgeon Simulator 2 - Ultimate Rivals: The Rink - Weird West - The Wolf Among Us 2 |

## Vencedores e indicados
Os indicados foram anunciados em 19 de novembro de 2019. Qualquer jogo lançado entre dezembro de 2018 até 15 de novembro de 2019 era elegível para consideração. Os candidatos foram compilados por painéis de júri de mais de 80 meios de comunicação de todo o mundo para os principais prêmios e 17 meios de comunicação para as categorias de e-sports. Os usuários puderam votar nas categorias entre 19 de novembro e 11 de dezembro; o voto líquido do usuário contribuiu com 10% dos vencedores finais, com os outros 90% provenientes dos painéis do júri.
Após as indicações para a premiação de 2019, houve alguns comentários relacionados a uma possível imparcialidade devido ao número de indicações recebidos por Death Stranding, primeiro projeto da Kojima Productions depois de se tornar independente da Konami. Keighley tinha sido aberto sobre ter um relacionamento amigável com o diretor do jogo, Hideo Kojima, no passado e Kojima incluiu Keighley como uma participação especial no jogo. Quando essas preocupações foram levantadas, Keighley reiterou nas redes sociais que ele não participou de nenhuma das indicações do júri ou das seleções dos prêmios, afirmando que, como ele tem que trabalhar em estreita colaboração com desenvolvedores e editores para preparar o programa, ele se mantém à distância de qualquer processo de seleção. Além disso, enquanto Kojima faz parte do conselho consultivo do The Game Awards, Keighley afirmou que o conselho não teve influência direta nas seleções.

### Categorias
Títulos em negrito e listados em primeiro venceram nas respectivas categorias:
| Jogo do Ano | Melhor Direção de Jogo |
| --- | --- |
| - Sekiro: Shadows Die Twice – FromSoftware/Activision - Control – Remedy Entertainment/505 Games - Death Stranding – Kojima Productions/Sony Interactive Entertainment - Resident Evil 2 – Capcom - Super Smash Bros. Ultimate – Bandai Namco/Sora Ltd./Nintendo - The Outer Worlds – Obsidian Entertainment/Private Division | - Death Stranding – Kojima Productions/Sony Interactive Entertainment - Control – Remedy Entertainment/505 Games - Resident Evil 2 – Capcom - Sekiro: Shadows Die Twice – FromSoftware/Activision - Outer Wilds – Mobius Digital/Annapurna Interactive                                                                         |
| Melhor Narrativa | Melhor Direção de Arte |
| - Disco Elysium – ZA/UM - A Plague Tale: Innocence – Asobo Studio/Focus Home Interactive - Control – Remedy Entertainment/505 Games - Death Stranding – Kojima Productions/Sony Interactive Entertainment - The Outer Worlds – Obsidian Entertainment/Private Division                                                        | - Control – Remedy Entertainment/505 Games - Death Stranding – Kojima Productions/Sony Interactive Entertainment - Gris – Nomada Studio/Devolver Digital - Sayonara Wild Hearts – Simogo/Annapurna Interactive - Sekiro: Shadows Die Twice – FromSoftware/Activision - The Legend of Zelda: Link's Awakening – Grezzo/Nintendo |
| Melhor Trilha Sonora | Melhor Design de Áudio |
| - Death Stranding – Kojima Productions/Sony Interactive Entertainment - Cadence of Hyrule – Brace Yourself Games/Nintendo - Devil May Cry 5 – Capcom - Kingdom Hearts III – Square Enix - Sayonara Wild Hearts – Simogo/Annapurna Interactive                                                                                 | - Call of Duty: Modern Warfare – Infinity Ward/Activision - Control – Remedy Entertainment/505 Games - Death Stranding – Kojima Productions/Sony Interactive Entertainment - Gears 5 – The Coalition/Xbox Game Studios - Resident Evil 2 – Capcom - Sekiro: Shadows Die Twice – FromSoftware/Activision                        |
| Melhor Performance | Melhor Jogo Contínuo |
| - Mads Mikkelsen como Cliff – Death Stranding - Ashly Burch como Parvati Holcomb – The Outer Worlds - Courtney Hope como Jesse Faden – Control - Laura Bailey como Kait Diaz – Gears 5 - Matthew Porretta como Dr. Casper Darling – Control - Norman Reedus como Sam Porter Bridges – Death Stranding                         | - Fortnite – Epic Games - Apex Legends – Respawn Entertainment/Electronic Arts - Destiny 2 – Bungie - Final Fantasy XIV – Square Enix - Tom Clancy's Rainbow Six Siege – Ubisoft |
| Jogo Mais Impactante | Melhor Jogo Independente |
| - Gris – Nomada Studio/Devolver Digital - Concrete Genie – Pixelopus/Sony Interactive Entertainment - Kind Words – Popcannibal - Life Is Strange 2 – Dontnod/Square Enix - Sea of Solitude – Jo-Mei Games/Electronic Arts | - Disco Elysium – ZA/UM - Baba Is You – Hempuli - Katana Zero – Askiisoft/Devolver Digital - Outer Wilds – Mobius Digital/Annapurna Interactive - Untitled Goose Game – House House/Panic Inc. |
| Melhor Jogo Mobile | Melhor Jogo de VR/AR |
| - Call of Duty: Mobile – TiMi Studios/Activision - Grindstone – Capybara Games - Sayonara Wild Hearts – Simogo/Annapurna Interactive - Sky: Children of Light – Thatgamecompany - What the Golf? – Tribland | - Beat Saber – Beat Games - Asgard's Wrath – Sanzaru Games/Oculus Studios - Blood & Truth – SIE London Studio/Sony Interactive Entertainment - No Man's Sky – Hello Games - Trover Saves the Universe – Squanch Games |
| Melhor Jogo de Ação | Melhor Jogo de Ação-aventura |
| - Devil May Cry 5 – Capcom - Apex Legends – Respawn Entertainment/Electronic Arts - Astral Chain – Platinum Games/Nintendo - Call of Duty: Modern Warfare – Infinity Ward/Activision - Gears 5 – The Coalition/Xbox Game Studios - Metro Exodus – 4A Games/Deep Silver                                                        | - Sekiro: Shadows Die Twice – FromSoftware/Activision - Borderlands 3 – Gearbox/2K Games - Control – Remedy Entertainment/505 Games - Death Stranding – Kojima Productions/Sony Interactive Entertainment - Resident Evil 2 – Capcom - The Legend of Zelda: Link's Awakening – Grezzo/Nintendo                                 |
| Melhor Jogo de RPG | Melhor Jogo de Luta |
| - Disco Elysium – ZA/UM - Final Fantasy XIV – Square Enix - Kingdom Hearts III – Square Enix - Monster Hunter World: Iceborne – Capcom - The Outer Worlds – Obsidian Entertainment/Private Division | - Super Smash Bros. Ultimate – Bandai Namco/Sora Ltd./Nintendo - Dead or Alive 6 – Team Ninja/Koei Tecmo - Jump Force – Spike Chunsoft/Bandai Namco - Mortal Kombat 11 – NetherRealm/Warner Bros. Interactive Entertainment - Samurai Showdown – SNK Corporation/Athlon Games                                                  |
| Melhor Jogo para Família | Melhor Jogo de Estratégia |
| - Luigi's Mansion 3 – Next Level Games/Nintendo - Ring Fit Adventure – Nintendo EPD/Nintendo - Super Mario Maker 2 – Nintendo EPD/Nintendo - Super Smash Bros. Ultimate – Bandai Namco/Sora Ltd./Nintendo - Yoshi's Crafted World – Good-Feel/Nintendo                                                                        | - Fire Emblem: Three Houses – Intelligent Systems/Koei Tecmo/Nintendo - Age of Wonders: Planetfall – Triumph Studios/Paradox Interactive - Anno 1800 – Blue Byte/Ubisoft - Total War: Three Kingdoms – Creative Assembly/Sega - Tropico 6 – Limbic Entertainment/Kalypso Media - Wargroove – Chucklefish                       |
| Melhor Jogo de Esporte/Corrida | Melhor Jogo Multiplayer |
| - Crash Team Racing Nitro-Fueled – Beenox/Activision - Dirt Rally 2.0 – Codemasters - eFootball Pro Evolution Soccer 2020 – PES Productions/Konami - F1 2019 – Codemasters - FIFA 20 – EA Sports | - Apex Legends – Respawn Entertainment/Electronic Arts - Borderlands 3 – Gearbox/2K Games - Call of Duty: Modern Warfare Infinity Ward/Activision - Tetris 99 – Arika/Nintendo - Tom Clancy's The Division 2 – Massive Entertainment/Ubisoft                                                                                   |
| Melhor Estreia Independente | Melhor Suporte à Comunidade |
| - ZA/UM por Disco Elysium - Nomada Studio por Gris - DeadToast Entertainment por My Friend Pedro - Mobius Digital por Outer Wilds - MegaCrit por Slay the Spire - House House por Untitled Goose Game | - Destiny 2 – Bungie - Apex Legends – Respawn Entertainment/Electronic Arts - Final Fantasy XIV – Square Enix - Fortnite – Epic Games - Tom Clancy's Rainbow Six Siege – Ubisoft |
| Criador de Conteúdo do Ano | Voz dos Jogadores |
| - Michael "Shroud" Grzesiek - Jack "Courage" Dunlop - Benjamin "Dr. Lupo" Lupo - Soleil "Ewok" Wheeler - David "Grefg" Martínez | - Fire Emblem: Three Houses – Intelligent Systems/Koei Tecmo/Nintendo - Death Stranding – Kojima Productions/Sony Interactive Entertainment - Star Wars Jedi: Fallen Order – Respawn Entertainment/Electronic Arts - Super Smash Bros. Ultimate – Bandai Namco/Sora Ltd./Nintendo                                              |

### eSports
| Melhor Jogo de eSports | Melhor Jogador de eSports |
| --- | --- |
| - League of Legends – Riot Games - Counter-Strike: Global Offensive – Valve Corporation - Dota 2 – Valve Corporation - Fortnite – Epic Games - Overwatch – Blizzard Entertainment      | - Kyle "Bugha" Giersdorf (Immortals, Fortnite) - Lee "Faker" Sang-hyeok (SK Telecom T1, League of Legends) - Luka "Perkz" Perkovic (G2 Esports, League of Legends) - Oleksandr "S1mple" Kostyliev (Natus Vincere, Counter-Strike: Global Offensive) - Jay "Sinatraa" Won (San Francisco Shock, Overwatch League)                                              |
| Melhor Time de eSports | Melhor Treinador de eSports |
| - G2 Esports (League of Legends) - Astralis (Counter-Strike: Global Offensive) - OG (Dota 2) - San Francisco Shock (Overwatch League) - Team Liquid (Counter-Strike: Global Offensive) | - Danny "Zonic" Sørensen (Astralis, Counter-Strike: Global Offensive) - Eric "adreN" Hoag (Team Liquid, Counter-Strike: Global Offensive) - Nu-ri "Cain" Jang (Team Liquid, League of Legends) - Fabian "GrabbZ" Lohmann (G2 Esports, League of Legends) - Kim "Kkoma" Jeong-gyun (SK Telecom T1, League of Legends) - Titouan "Sockshka" Merloz (OG, Dota 2) |
| Melhor Evento de eSports | Melhor Apresentador de eSports |
| - 2019 League of Legends World Championship - 2019 Overwatch League Grand Finals - EVO 2019 - Fortnite World Cup - IEM Katowice 2019 - The International 2019                          | - Eefje "Sjokz" Depoortere - Alex "Machine" Richardson - Paul "Redeye" Chaloner - Alex "Goldenboy" Mendez - Duan "Candice" Yu-Shuang |

### Prêmios honorários
| Cidadãos Globais de Jogos |
| --- |
| - Fereshteh Forough, Code to Inspire - Damon Packwood, Gameheads - Luke, Let's Be Well - Vanessa Gill, Social Cipher - Stephen Machuga and Mat Bergendahl, Stack Up |

## Jogos com múltiplas indicações e prêmios
| Indicações | Jogo                                  |
| ---------- | ------------------------------------- |
| 10         | Death Stranding                       |
| 8          | Control                               |
| 5          | Sekiro: Shadows Die Twice             |
| 4          | Apex Legends                          |
| 4          | Disco Elysium                         |
| 4          | The Outer Worlds                      |
| 4          | Resident Evil 2                       |
| 4          | Super Smash Bros. Ultimate            |
| 3          | Call of Duty: Modern Warfare          |
| 3          | Final Fantasy XIV                     |
| 3          | Fortnite                              |
| 3          | Gears 5                               |
| 3          | Gris                                  |
| 3          | Outer Wilds                           |
| 3          | Sayonara Wild Hearts                  |
| 2          | Borderlands 3                         |
| 2          | Devil May Cry 5                       |
| 2          | Fire Emblem: Three Houses             |
| 2          | Kingdom Hearts 3                      |
| 2          | The Legend of Zelda: Link's Awakening |
| 2          | Tom Clancy's Rainbow Six Siege        |
| 2          | Untitled Goose Game                   |

| Prêmios | Jogo                      |
| ------- | ------------------------- |
| 4       | Disco Elysium             |
| 3       | Death Stranding           |
| 2       | Fire Emblem: Three Houses |
| 2       | Sekiro: Shadows Die Twice |